# Hogna karschi
Hogna karschi este o specie de păianjeni din genul Hogna, familia Lycosidae. A fost descrisă pentru prima dată de Roewer, 1951.
Este endemică în São Tomé. Conform Catalogue of Life specia Hogna karschi nu are subspecii cunoscute.